# Liste des gares de la wilaya de Blida
La liste des gares de la wilaya de Blida, est une liste des gares ferroviaires situées dans la wilaya de Blida, en Algérie.

## Gares ferroviaires dans la wilaya
La wilaya de Blida compte six gares, dont une fermée. Toutes les gares en service sont exploitées par la Société nationale des transports ferroviaires (SNTF).
| Gare               | Commune    | Lignes       | Remarque    |
| ------------------ | ---------- | ------------ | ----------- |
| Gare de Beni Mered | Beni Mered | Alger à Oran |             |
| Gare de Blida      | Blida      | Alger à Oran |             |
| Gare de Boufarik   | Boufarik   | Alger à Oran |             |
| Gare de Chiffa     | Chiffa     | Alger à Oran |             |
| Gare d'El Affroun  | El Affroun | Alger à Oran |             |
| Gare de Mouzaia    | Mouzaia    | Alger à Oran |             |
| Gare de Oued Djer  | Oued Djer  | Alger à Oran | Gare fermée |

| \| Boufarik Blida Beni Mered Chiffa Mouzaia El Affroun Oued Djer \| Localisation des gares de la wilaya de Blida |
| Boufarik Blida Beni Mered Chiffa Mouzaia El Affroun Oued Djer                                                    |

## Lignes ferroviaires dans la wilaya
La wilaya est traversée par la ligne d'Alger à Oran.